# Simokerto
Simokerto é um kecamatan (subdistrito) da cidade de Surabaia, na Província Java Oriental, Indonésia.

## Keluharan
Somikerto possui 5 keluharan:
- Simokerto
- Kapasan
- Sidodadi
- Simolawang
- Tambakrejo